# Dryopomera sumatrana
Dryopomera sumatrana es una especie de coleóptero de la familia Oedemeridae.

## Distribución geográfica
Habita en Indonesia.